# Tuvalu (film)
Tuvalu è un film del 1999 diretto da Veit Helmer. La pellicola, priva di dialoghi (le uniche parole pronunciate sono i nomi dei protagonisti) contiene rimandi ed omaggi al cinema di Jacques Tati, di Charles Chaplin e Guy Maddin, ma è stata accostata soprattutto a film di culto quali Delicatessen ed Eraserhead - La mente che cancella.

## Trama
In un desertico e disabitato paese periferico, Anton si occupa della manutenzione della piscina comunale, un tempo motivo di vanto dei proprietari nonché suoi genitori, ma ormai lo stabile è diventato un rudere in procinto di crollare ed è frequentato da pochissime persone, tra cui Eva, di cui Anton è innamorato. In seguito ad un malcapitato incidente in cui è morto un cliente -il padre di Eva- Anton riceve la visita di un ispettore che gli intima la ristrutturazione dello stabile nell'arco di pochi giorni; dietro all'incidente si cela in realtà Gregor, un impresario senza scrupoli pronto a tutto pur di far demolire la piscina e costruirvi al suo posto un palazzo. Nel pochissimo tempo a sua disposizione, Anton dovrà fronteggiare un'impresa disperata e praticamente impossibile, vista l'imminente nuova ispezione e i tentativi di sabotaggio di Gregor e di Eva, la quale, non sapendo la verità sulla morte del padre, si vuole vendicare.

## Produzione
Il film è stato girato in Bulgaria in poco più di due mesi, ma il regista ha affermato di aver fatto il giro del mondo (ben 14 nazioni) prima di riuscire a trovare i fondi necessari, gli attori giusti e le location adeguate.

## Riconoscimenti
- 2000 - Méliès d'argento